# Даніель Чернквіст
Даніель Чернквіст (швед. Daniel Tjärnqvist, нар. 14 жовтня 1976, Умео) — шведський хокеїст, що грав на позиції захисника. Грав за збірну команду Швеції.
Олімпійський чемпіон. 

## Ігрова кар'єра
Хокейну кар'єру розпочав на батьківщині 1994 року виступами за команду «Регле».
1995 року був обраний на драфті НХЛ під 88-м загальним номером командою «Флорида Пантерс». 
Відігравши чотири сезони в шведський Елітсерії за «Юргорден» переїздить до США та три роки захищає кольори команди НХЛ «Атланта Трешерс». Під час локауту в сезоні 2004/05 Даніель повертається до шведського клубу «Юргорден». Сезон 2005/06 провдить у складі «Міннесота Вайлд».
6 липня 2006, Чернквіст укладає однорічний контракт з «Едмонтон Ойлерс». Правда більшість сезону він пропускає через травму.
На правах вільного агента Даніель переходить до російського клубу «Локомотив» (Ярославль).
У 2008 маючи можливість залишитись у російському «Локомотиві», він укладає однорічний контракт з «Колорадо Аваланч». Але як виявилось згодом «лавинам» був потрібен надійний резервний захисник,яким і виявився Даніель.
24 травня 2009, Чернквіст укладає однорічний контракт з російським «Локомотивом», в якому стає одним з найкращих захисників. 18 червня 2010, Даніель продовжив свій контракт ще на один рік.
27 червня 2011, повертається до складу «Юргордена» на один рік.
12 травня 2012, Чернквіст вирішив не продовжувати свій контракт у Швеції та підписав річну угоду з німецьким клубом «Кельнер Гайє». 1 червня 2016, оголосив про завершення кар'єри.
Загалом провів 352 матчі в НХЛ.
Виступав за збірну Швеції, провів 53 гри в її складі. У складі національної збірної Олімпійський чемпіон, по два рази ставав срібним та бронзовим призером чемпіонатів світу.

## Нагороди та досягнення
- Чемпіон Фінляндії в складі команди «Йокеріт» — 1997.
- Чемпіон Швеції в складі команди «Юргорден» — 2000, 2001.

## Статистика

### Клубні виступи
| Сезон        | Клуб                    | Ліга         | Регулярний сезон | Регулярний сезон | Регулярний сезон | Регулярний сезон | Регулярний сезон | Плей-оф | Плей-оф | Плей-оф | Плей-оф | Плей-оф |
| Сезон        | Клуб                    | Ліга         | І                | Г                | П                | О                | ШХ               | І       | Г       | П       | О       | ШХ      |
| ------------ | ----------------------- | ------------ | ---------------- | ---------------- | ---------------- | ---------------- | ---------------- | ------- | ------- | ------- | ------- | ------- |
| 1994–95      | «Регле»                 | Елітсерія    | 18               | 0                | 1                | 1                | 2                | —       | —       | —       | —       | —       |
| 1995–96      | «Регле»                 | Елітсерія    | 22               | 1                | 7                | 8                | 6                | —       | —       | —       | —       | —       |
| 1996–97      | «Йокеріт»               | СМ-ліга      | 44               | 3                | 8                | 11               | 4                | 9       | 0       | 3       | 3       | 4       |
| 1997–98      | «Юргорден»              | Елітсерія    | 40               | 5                | 9                | 14               | 12               | 15      | 1       | 1       | 2       | 2       |
| 1998–99      | «Юргорден»              | Елітсерія    | 40               | 4                | 3                | 7                | 16               | 4       | 0       | 0       | 0       | 2       |
| 1999–00      | «Юргорден»              | Елітсерія    | 42               | 3                | 16               | 19               | 8                | 5       | 0       | 0       | 0       | 2       |
| 2000–01      | «Юргорден»              | Елітсерія    | 45               | 9                | 17               | 26               | 26               | 16      | 6       | 5       | 11      | 2       |
| 2001–02      | «Атланта Трешерс»       | НХЛ          | 75               | 2                | 16               | 18               | 14               | —       | —       | —       | —       | —       |
| 2002–03      | «Атланта Трешерс»       | НХЛ          | 75               | 3                | 12               | 15               | 26               | —       | —       | —       | —       | —       |
| 2003–04      | «Атланта Трешерс»       | НХЛ          | 68               | 5                | 15               | 20               | 20               | —       | —       | —       | —       | —       |
| 2004–05      | «Юргорден»              | Елітсерія    | 49               | 12               | 12               | 24               | 30               | 12      | 2       | 5       | 7       | 10      |
| 2005–06      | «Міннесота Вайлд»       | НХЛ          | 60               | 3                | 15               | 18               | 32               | —       | —       | —       | —       | —       |
| 2006–07      | «Едмонтон Ойлерс»       | НХЛ          | 37               | 3                | 12               | 15               | 30               | —       | —       | —       | —       | —       |
| 2007–08      | «Локомотив» (Ярославль) | Росія        | 18               | 1                | 2                | 3                | 14               | 8       | 0       | 4       | 4       | 4       |
| 2008–09      | «Колорадо Аваланч»      | НХЛ          | 37               | 2                | 2                | 4                | 8                | —       | —       | —       | —       | —       |
| 2009–10      | «Локомотив» (Ярославль) | КХЛ          | 54               | 3                | 7                | 10               | 26               | 17      | 0       | 3       | 3       | 8       |
| 2010–11      | «Локомотив» (Ярославль) | КХЛ          | 24               | 3                | 4                | 7                | 12               | 10      | 3       | 3       | 6       | 12      |
| 2011–12      | «Юргорден»              | Елітсерія    | 45               | 4                | 10               | 14               | 22               | —       | —       | —       | —       | —       |
| 2012–13      | «Кельнер Гайє»          | ДХЛ          | 49               | 6                | 22               | 28               | 51               | 5       | 0       | 2       | 2       | 2       |
| 2013–14      | «Кельнер Гайє»          | ДХЛ          | 52               | 5                | 12               | 17               | 41               | 7       | 0       | 0       | 0       | 2       |
| 2014–15      | «Кельнер Гайє»          | ДХЛ          | 51               | 2                | 8                | 10               | 20               | —       | —       | —       | —       | —       |
| Усього в НХЛ | Усього в НХЛ            | Усього в НХЛ | 352              | 18               | 72               | 90               | 130              | —       | —       | —       | —       | —       |

### Збірна
| Рік                | Команда            | Турнір             | Місце              | І  | Г | П  | О  | ШХ |
| ------------------ | ------------------ | ------------------ | ------------------ | -- | - | -- | -- | -- |
| 1995               | Швеція             | МЧС                | 3                  | 7  | 0 | 0  | 0  | 2  |
| 1996               | Швеція             | МЧС                | 2                  | 5  | 2 | 2  | 4  | 0  |
| 2000               | Швеція             | ЧС                 | 7-е                | 7  | 1 | 1  | 2  | 0  |
| 2001               | Швеція             | ЧС                 | 3                  | 9  | 0 | 6  | 6  | 6  |
| 2002               | Швеція             | ЧС                 | 3                  | 9  | 3 | 2  | 5  | 0  |
| 2003               | Швеція             | ЧС                 | 2                  | 8  | 1 | 2  | 3  | 8  |
| 2004               | Швеція             | ЧС                 | 2                  | 9  | 1 | 1  | 2  | 0  |
| 2004               | Швеція             | КС                 | 5-е                | 3  | 0 | 0  | 0  | 2  |
| 2006               | Швеція             | ОІ                 | 1                  | 8  | 2 | 1  | 3  | 4  |
| Молодіжна збірна   | Молодіжна збірна   | Молодіжна збірна   | Молодіжна збірна   | 12 | 2 | 2  | 4  | 2  |
| Національна збірна | Національна збірна | Національна збірна | Національна збірна | 53 | 8 | 13 | 21 | 20 |